# Domenico Leone
Domenico Leone (... – VIII secolo) è stato un politico e generale bizantino.
Fu Magister Militum del Ducato di Venezia per l'anno 738.

## Biografia
Domenico assunse il governo della Venezia dopo l'assassinio del doge Orso Ipato, che era stato nominato una decina di anni prima dall'assemblea popolare in rivolta contro l'autorità dell'Impero Bizantino e in ciò usurpando le prerogative imperiali. Dopo la morte di questi, gli Esarchi di Ravenna avevano proibito la nomina di un nuovo duca, affidando al governo al maestro dei soldati Domenico, un funzionario militare con carica annuale.